# Cantó de Nœux-les-Mines
El cantó de Nœux-les-Mines és un cantó francès del departament del Pas de Calais, situat al districte de Béthune. Té 4 municipis i el cap és Nœux-les-Mines.

## Municipis
- Beuvry
- Labourse
- Nœux-les-Mines
- Sailly-Labourse

## Història
| Data d'elecció                           | Identitat         | Partit           | Qualitat |
| ---------------------------------------- | ----------------- | ---------------- | -------- |
| 1973-1993                                | Noël Josèphe      | SFIO, després PS |          |
| 1993-                                    | Jacques Villedary | PS               |          |
| les dades anteriors no són pas conegudes |                   |                  |          |
|                                          |                   |                  |          |

## Demografia
| A partir de 1990: Població sense dobles comptes |